# 清泰立交桥
清泰立交桥，是浙江省杭州市的一座立交桥，跨越沪昆铁路杭州绕行线、宣杭铁路，起点位于总管塘，终点位于建国中路与清泰路交叉口，全长1212米，宽24米，于1984年11月15日开工，1985年11月15日通车，建成时为华东地区最大的立交桥，清泰立交拼宽桥起点位于解放路环城东路交叉口，终点位于钱江三桥引桥起步处，全长2571米，宽10.5米，于1998年4月4日完工。